# Apeadero de Vilar Seco
El Apeadero de Vilar Seco fue una plataforma ferroviaria de la Línea de la Beira Alta, que servía a la localidad de Vilar Seco, en el Distrito de Viseu, en Portugal.

## Historia
Esta plataforma se situaba en el tramo entre Pampilhosa y Vilar Formoso de la Línea de la Beira Alta, que fue inaugurado por la Compañía de los Caminhos de Ferro Portugueses de la Beira Alta el 1 de julio de 1883.
En 1932, la Compañía de la Beira Alta construyó una plataforma en este apeadero.